# Scream of the Shalka
Scream of the Shalka é uma animação em Flash baseada na série de ficção científica britânica Doctor Who. Foi produzido para coincidir com o 40º aniversário da série e foi originalmente publicado em seis partes semanais de 13 de novembro a 18 de dezembro de 2003 no website da BBC.
Embora Scream of the Shalka continue a narrativa do programa original de 1963-89 e do telefilme de 1996, o renascimento de 2005 do programa ignorou seus eventos. A animação foi roteirizada pelo escritor veterano em Doctor Who Paul Cornell, com Richard E. Grant fornecendo a voz para o Doutor. Essa atuação seguiu-se a anos de rumores de que Grant interpretaria o Doutor em um filme ou nova série, e na verdade ele aparecera como o "Doutor muito bonito" em Doctor Who: The Curse of Fatal Death em 1999. Grant subsequentemente prosseguiu para aparecer na série moderna como um vilão convidado no episódio "The Snowmen" em 2012 e "The Bells of Saint John" e "The Name of the Doctor" em 2013. A companheira do Doutor para esta aventura, Alison Cheney, foi dublada por Sophie Okonedo, que um ano depois seria nomeada para um Oscar por sua atuação em Hotel Ruanda. Ela também apareceu na 5.ª temporada de Doctor Who em 2010 como Liz 10 nos episódios "The Beast Below" e "The Pandorica Opens". Derek Jacobi reprisou seu papel como o Mestre em 2007. David Tennant apareceu em um papel especial como o zelador, mais tarde sendo escalado como Décimo Doutor em 2005.
Webcasts anteriores de Doctor Who tinham animação limitada e eram pouco mais do que uma série de ilustrações. No início de 2003, a BBCi teve algum sucesso com a animação original Ghosts of Albion. A animação para essa história foi fornecida pelo estúdio Cosgrove Hall, sediado em Manchester, que também foi contratado para animar os episódios perdidos de The Invasion da era do Segundo Doutor para seu lançamento em home video.
A história foi lançada em DVD na Região 2 em 16 de setembro de 2013.